# ATP Volvo International 1995
Il Volvo International 1995 è stato un torneo di tennis giocato sul cemento del Cullman-Heyman Tennis Center di New Haven negli Stati Uniti. Il torneo fa parte della categoria ATP Championship Series nell'ambito dell'ATP Tour 1995. Si è giocato dal 14 al 21 agosto 1995.

## Campioni

### Singolare maschile
Andre Agassi ha battuto in finale  Richard Krajicek con il punteggio di 3–6, 7–6 (7–2), 6–3.

### Doppio maschile
Rick Leach /  Scott Melville hanno battuto in finale  Leander Paes /  Nicolás Pereira con il punteggio di 6–3, 5–7, 6–4